# Blokum
Blokum, vroeger De Bloken of De Blokum is een gehucht in de Nederlandse gemeente Midden-Groningen. Het ligt even ten oosten van het Eemskanaal en ten zuiden van Woltersum, dat aan de overzijde van het kanaal ligt.
Blokum hoorde vanouds bij het kerspel Woltersum en viel sinds 1812 onder gemeente Ten Boer. Na de verbreding van het Eemskanaal, waardoor de draaibrug bij Woltersum kwam te vervallen, kwam het gehucht nogal geïsoleerd te liggen ten opzichte van het hoofddorp van de gemeente. In 1962 werd daarom het deel van Ten Boer ten oosten van het kanaal, met inbegrip van Blokum, bij de gemeente Slochteren gevoegd. Blokum wordt sindsdien tot het dorp Overschild gerekend.
De nederzetting Blokum is ontstaan op de verhoogde inversierug langs de voormalige loop van de Scharmer Ae, van waaruit het omliggende veen werd ontgonnen. De kern van de nederzetting wordt gevormd door een wierde. Hier bevond zich vermoedelijk ook het steenhuis op de Blocken, dat in 1459 eigendom was van de familie Rengers van Scharmer. Ten oosten van de Scharmer ae bevinden zich nog enkele middeleeuwse huiswierden. Drie hofsteden opden Bloken en in Roeksweer werden samen met uitgestrekte landerijen in 1471 door Johan Rengers van Ten Post verkocht aan het klooster van de Broeders van het Gemene Leven te Groningen. Tweehonderd grazen land, waaruit jaarlijks twee schuiten zwarte turf werden gegraven, hield de edelman nog in eigen hand. Ook de kerkboeken van Woltersum spreken rond 1650 over op de Blocken of van de Blocken. De kaart van Theodorus Beckeringh uit 1781 noemt de buurtschap De Bloken.
De naam Blokum komt volgens de taalkundige Wobbe de Vries van het Oudhoogduitse woord b(i)loh, hetgeen 'blok' betekent in de zin van 'afsluiting', bijvoorbeeld door middel van een dam in uitmonding van de Scharmer Ae via de Molensloot naar de Kleisloot. Dit met de 19e-eeuwse uitgang -um 'heem' naar analogie met Woltersum. Middelnederlands beloke of bloc kan echter ook 'omheining, park, omheind of afgeperkt gebied' betekenen, bijvoorbeeld 'een door een gracht of omheining afgesloten akker'. De verkaveling van Blokum en Luddeweer wijkt inderdaad af van het omliggende veenontginningsgebied van Harkstede, Scharmer en Slochteren.
In 1813 werd het waterschap Blokumerpolder opgericht. In 1870 werd het gesplitst in een deel ten zuiden van het Eemskanaal (gemeente Slochteren) en een nieuw waterschap Boltjerpolder ten noorden daarvan (gemeente Ten Boer).
Dorpen: Borgercompagnie · Foxhol · Froombosch · Harkstede · Hellum · Hoogezand · Kiel-Windeweer · Kolham · Kropswolde · Luddeweer · Meeden · Muntendam · Noordbroek · Overschild · Sappemeer · Scharmer · Schildwolde · Siddeburen · Slochteren · Steendam · Tripscompagnie · Tjuchem · Waterhuizen · Westerbroek · Woudbloem · Zuidbroek

Buurtschappen: Achterdiep · Akkereinden · Ayngehorn · Beneden Veensloot · Blokum · Bokhörn · Borgweg · Boven Veensloot (deels) · Bovenhuizen · Bovenstreek · Buitenhuizen · Denemarken · Drukkebuurt · Duurkenakker · Eelshuis · Foxham · Foxholsterbosch · Gaarland · Gaarveen · De Hammen · Den Ham · Hamweg · Heerenlaan · Heidenschap · De Hole · Huisweeren · Jagerswijk · Kalkwijk · Kiel · Klein Harkstede (deels) · Kleinemeer · 't Klooster · Korengarst · Kostverloren · Lageland · Langewijk · Leentjer · Lula · Medumertol · Nieuwe Compagnie · Noordbroeksterhamrik · Noordbroeksterveen · Oosterweeren · Oostwold · Oude Verlaat · De Paauwen · Roeksweer · Ruiten · Schaaphok · Schildland ·  Siddebuursterveen · Spitsbergen · Stootshorn · Tusschenloegen · Tussenklappen · Uiterburen · Uitham · Veendijk · Het Veen · 't Veen · Veenhuizen · Vossenburg · Weereweg · Westeind · Wilderhof · Windeweer · Winkelhoek · Wolfsbarge · De Zanden · Zandwerf · Zuiderveen 

Wijk: Gorecht · Gouden Driehoek · Martenshoek · Meerwijck · Ruitershorn · Rengerspark · Sappemeer-Noord · De Vosholen · Woldwijck · Zuiderpark

Groningen: Steden en dorpen      Nederland: Provincies · Gemeenten